# 貝絲·夏皮羅
貝絲·夏皮羅（Beth Shapiro）是一位美國演化分子生物學家，加州大學聖克魯斯分校基因組學研究所保育基因組學副主任，霍華德·休斯醫學研究所研究員。
2024年3月，夏皮羅成為 Colossal Biosciences 的首席科學官。她曾在加州大學聖克魯斯分校生態與演化生物學系任教。
夏皮羅的工作主要集中在古代DNA的分析。她於2006年獲得皇家學會大學研究獎學金，並於2009年獲得麥克阿瑟獎學金。